# كيري روبرتس
كيري روبرتس (بالإنجليزية: Kerry Roberts)‏ هو سياسي أمريكي، ولد في 24 سبتمبر 1961. حزبياً، نشط في الحزب الجمهوري. وقد انتخب عضو مجلس ولاية تينيسي.